# Yeezus
Albums de Kanye West
Cruel Summer
(2012) The Life of Pablo
(2016)

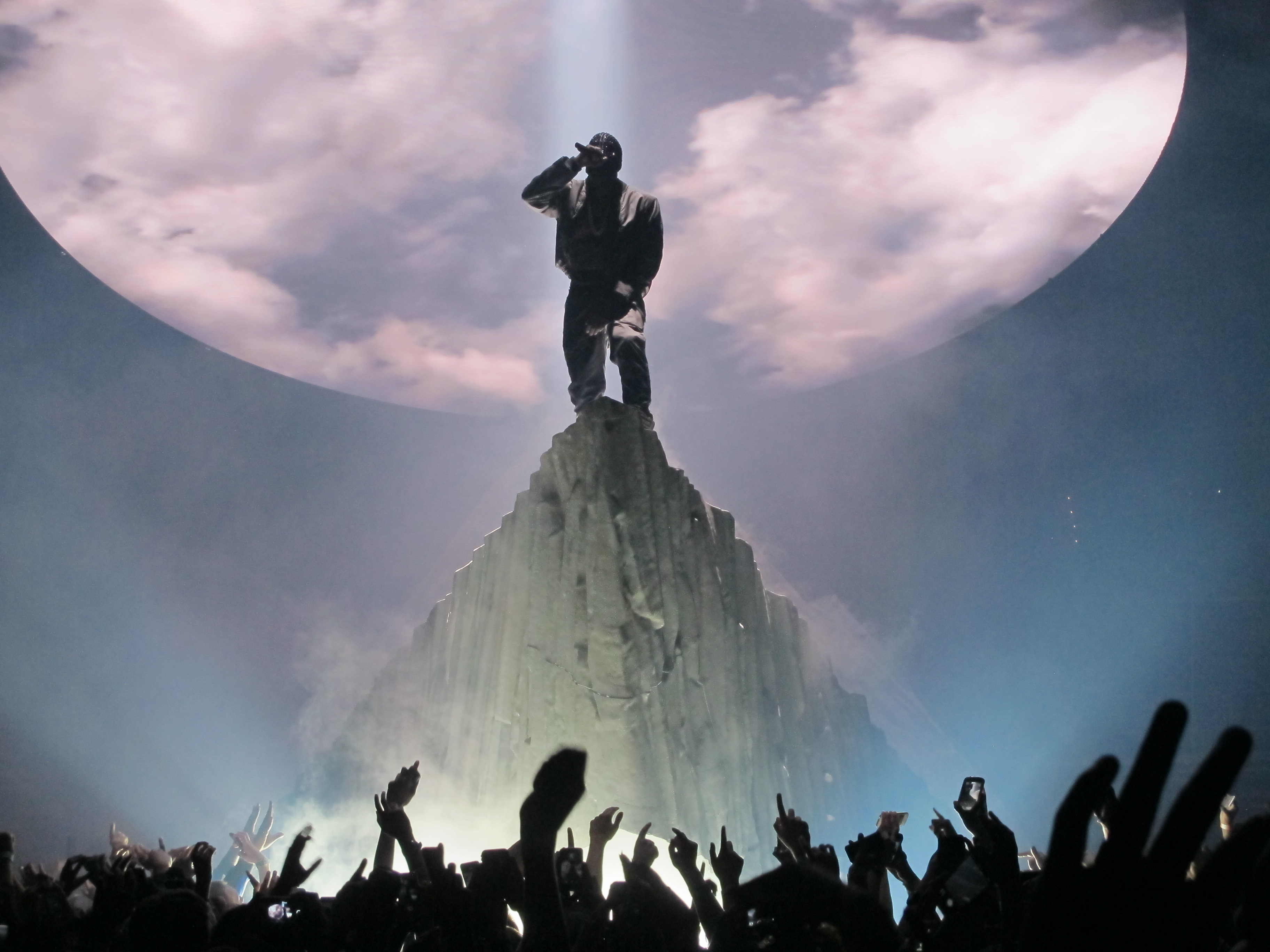

Yeezus est le sixième album studio de Kanye West, sorti en 2013. Il est distribué par Def Jam. Après une pause dans sa carrière musicale solo, West a travaillé sur cet opus à travers un développement communautaire l'impliquant lui-même ainsi que d'autres musiciens et producteurs qui contribuent collectivement à sa musique. Les sessions d'enregistrement se sont principalement tenues dans un endroit inconnu à Paris, entre 2010 et 2013. La production est assurée par Kanye West et plusieurs autres producteurs, tels que Jeff Bhasker, No I.D., Mike Dean et Daft Punk entre autres. L'album est disponible sur Internet dès le 14 juin 2013, soit 4 jours avant sa sortie officielle. Il se vend à 327 000 exemplaires la première semaine aux États-Unis. Il s'agit cependant du plus mauvais démarrage de la carrière de Kanye West ; de plus, l'album fait une chute historique en deuxième semaine de 80 % à 65 000 exemplaires. Cette chute est due en grande partie à la promo inexistante. Néanmoins, le 12 août, l'album est certifié disque d'or par la RIAA, puis disque de platine le 8 janvier 2014.

## Genèse de l'album
En juillet 2012, le producteur No I.D. déclare qu'il est en train de travailler avec Kanye West sur le sixième album studio de ce dernier et qu'il sortira après Cruel Summer du collectif GOOD Music,. S1, The Heatmakerz et Skrillex ont également confirmé leur présence en tant que producteurs sur l'album ,, West a aussi engagé The-Dream et Malik Yusef pour contribuer à l'album. La majorité des pistes de l'album ont été enregistrées à Paris, en France. L'album figure sur la liste des albums les plus attendus de 2013 pour les magazines XXL, Complex Magazine et VH1,. Le 25 février 2013, lors d'un concert en France, Kanye annonce qu'il travaille sur son sixième album studio et que ce nouveau disque sera publié dans les prochains mois. Il se dit que Young Chop, Chief Keef, Travi$ Scott, King L, Pusha T auraient également travaillé dans une certaine mesure sur l'album. Il s'est par ailleurs entouré des figures les plus en vogue de la musique électronique française tel que Brodinski, Gesaffelstein et les Daft Punk. On reconnait aisément la patte de ces artistes dans les premiers titres.
Le 17 mai 2013, Kanye West dévoile en avant-première la chanson ainsi que le clip du premier single, New Slaves. Le clip de New Slaves est diffusé à travers 66 bâtiments de grandes villes dans le monde (la théorie[Laquelle ?] évoque que le nombre 66 a été choisi en référence aux 66 livres de la Bible) (New York, Miami, Toronto, Chicago, Los Angeles, San Francisco, Sydney, Paris, Berlin, Londres, etc.). Une session de projection est de nouveau organisée le 25 mai dans les villes suivantes : San Diego, Phoenix, Tucson, San Antonio, Austin, Houston (prévue à la base sur 3 angles différents de la chapelle Rothko, elle fut annulée par les autorités car l'autorisation ne fut pas délivrée par la ville) Atlanta, Savannah, Jacksonville, Miami, Baltimore, Philadelphie, Glasgow, Birmingham, Manchester, Oslo, Copenhague, Gand, Zurich, Milan, Cannes, Barcelone et Auckland.
Une troisième session est organisée le 14 juin. Si certaines villes ont rediffusé le clip (New York (Brooklyn, Queens), San Diego, Los Angeles, Paris, Sydney, Londres), d'autres villes furent sélectionnées, en majorité aux États-Unis (Oakland, Orange County, Richmond, Hamptons, Dallas, Jersey Shore, Detroit, Milwaukee) mais aussi Dublin, Anvers et Amsterdam en Europe, Melbourne en Australie et pour la première fois en Afrique à Johannesbourg.
Le lendemain, le 18 mai, il est annoncé que l'album s'intitule Yeezus et qu'il sortira le 18 juin 2013. Le même jour, il interprète sur le plateau du Saturday Night Live la chanson New Slaves ainsi que Black Skinhead, une toute nouvelle chanson issue de l'album. Le 9 juin, lors du Governor's Ball Music Festival à Randall's Island (ville de New York), il interprète ses deux morceaux déjà connus du public : New Slaves et Black Skinhead ainsi que deux autres extraits inédits, On Sight et I Am A God. Il déclare également lors du concert : « Honnêtement, à ce stade, quand j'écoute la radio, ce n'est plus où je veux être. Honnêtement, à ce stade, je n'en ai rien à foutre de vendre un million de disques. Vous savez avec cet album, on ne sortira pas de singles pour la radio. On n'a pas une grosse campagne NBA ou quelque chose de ce genre. Merde, on n'a même pas fait de couverture ! »[réf. nécessaire]. Le lendemain, le lundi 10 juin, a lieu la première session d'écoute de Yeezus.
Des journalistes (Miss Info et Peter Rosenberg de Hot 97, Elliott Wilson de Rap Radar, Evan Minsker de Pitchfork…) des patrons de labels (Barry Weiss de Def Jam...), des mannequins, son équipe DONDA, des artistes  (Jay-Z, Beyoncé, Q-Tip, Timbaland, Joell Ortiz, DJ Khaled, Busta Rhymes…) se sont pressés au Milk Studio dans le Meatpacking District, un quartier de Manhattan situé au sud de Chelsea pour obtenir l'exclusivité. Il déclare avant le début de la session, à propos de la promotion de l'album « J'ai une nouvelle stratégie. Cela s'appelle la non-stratégie »[réf. nécessaire]. Voulant revenir à une musique de meilleure qualité, il déclare également « J'ai le moyen de vendre plus de musique : cela s'appelle faire de la musique de meilleure qualité »[réf. nécessaire]. Pour finir, il s'explique sur le sens du syllogisme 'Yeezus' « West était mon nom d'esclave et Yeezus est mon nom de Dieu »[réf. nécessaire]. En effet, certains noirs américains font références à leurs noms de famille comme à des noms d'esclave car ce sont les noms qui leur ont été donnés par les maîtres de leurs ancêtres arrivés d'Afrique. "God" est une terminologie utilisée par les Five Percenters et popularisée par des rappeurs de New York dans les années 80 et 90. S'ensuit une deuxième session à Bâle en Suisse le 13 juin durant laquelle il interprète New Slaves a cappella. Le 14 juin, Best Buy, 4 jours avant la sortie officielle[Quoi ?], sort l'album dans les rayons. Le soir même, il fuite sur internet. Contrairement à son dernier album solo ainsi que Watch The Throne avec Jay-Z, Yeezus n'aura pas bénéficié d'une protection totale en ne limitant pas le nombre de personnes impliquées pour l'enregistrement. La liste des pistes a fuité le 13 juin, elle est confirmée le lendemain, le 14 juin, par le label Def Jam. La maison de disque, n'ayant pas caché son mécontentement vis-à-vis du piratage de l'album, a décidé de rechercher la personne ayant divulgué Yeezus sur le Net afin d'intenter une action en justice. L'artiste a préféré rester serein.

## Critiques
(novembre 2017).
Le contenu est difficilement compréhensible vu les erreurs de traduction, qui sont peut-être dues à l'utilisation d'un logiciel de traduction automatique.
Les critiques, globalement bonnes, ont fleuri sur le Web avant même la sortie de l'album. « C'est clairement agressif et brut, même si c'est seulement dans la première partie de l'album. La deuxième partie, honnêtement, sonne beaucoup plus comme le Kanye que l'on connaît : sans filtre, intérieure et drôle », selon la critique du magazine américain Entertainment Weekly.
« Si la provocation doit lui coûter quelques fans, ainsi soit-il car Kanye a ouvertement rejeté l'idée de faire un autre album de hip-hop lisse, précisément parce que c'est ce qu'on attendait de lui », peut-on lire dans The Independent.
Rolling Stone voit Yeezus comme étant « l'album le plus sombre, la musique la plus extrême que Kanye n'a jamais concocté, un album extravagant, abrasif, plein de broyage électro, roué d'un hip-hop minimaliste, de bourdonnements confus et d'engins industriels broyés ».
USA Today ne s'est pas empressé de tarir Yeezus d'éloges : « Personne ne peut dire que West ne nous a pas prévenus. Son nouvel album, Yeezus - qui a fui quatre jours avant la libération prévue du 18 juin - est aussi sombre et abrasif comme les deux premières chansons qu'il a lâchés (New Slaves et Black Skinhead). C'est aussi audacieux et infectieux comme quelque chose qu'il a fait, et demande à être entendu avec haut-parleurs sur le souffle[pas clair]. Caisses électroniques Stark, rejets des lignes de conduite dancehall et lignes de basses menaçantes sous-tendent ses coups de gueule sur la race blanche, le sexe, le mercantilisme et la célébrité. Il vous défie presque de laisser vagabonder votre attention, jetant au hasard, dans le tempo de déplacement des échantillons et des cris gutturaux juste quand vous pensez que vous savez où il se dirige. Au lieu de cela, il a créé une polarisation, un squelette multi-couches qui sera probablement au centre de toutes les discussions pendant tout l'été. »
Selon Billboard, « Yeezus est un mélange de plusieurs genres - new wave, punk, rock, et bien sûr hip-hop. Ceux qui cherchent des sons soul vintage ou même du pur rap du début jusqu'à la fin seront plus que largués plusieurs fois ici. C'est un album avec de nombreuses couches émotionnelles ainsi. Il y a quelques instants, gais, et des réductions sur l'amour avec convoitise. Mais surtout, West est tout simplement fou - en colère contre les opposants, "The Man" censurant son art, et même à son propre statut de célébrité.[pas clair] »
Le 30 décembre 2013, HipHopDX a classé Yeezus parmi les « 25 meilleurs albums de l'année 2013 ».

## Pochette
La pochette initiale est dévoilée le 19 mai sur le site de Kanye West, elle représente un visage en or divisé en deux directions différentes séparant deux faces, l'une allant vers le côté gauche, tête incliné vers le bas, l'autre vers le côté droit tête inclinée vers le haut, sur fond de marbre noir avec un sticker rouge sur le côté droit avec l'inscription Yeezus collé de façon manuelle. La rumeur dit que pour le visage, l'inspiration est venue d'une exposition de George Condo sur des crânes en or[réf. nécessaire]. Hypothèse plausible étant donné qu'il a réalisé les visuels de son précédent album My Beautiful Dark Twisted Fantasy.
En cliquant sur la pochette, la précommande du projet est rendue disponible à ce moment-là sur le site de l'artiste, mais également sur la plateforme de téléchargement légale iTunes mais avec 14 titres non dévoilés possédant chacun la même durée de 3:02 minutes excepté la dernière piste annoncée d'une durée de 3:01 minutes. Une théorie suppose que les durées des morceaux sont des références à des passages de la Bible. (3:02 faisant référence au verset numéro 3.02 de l'évangile selon Mathieu du Nouveau Testament de la Bible qui disait: "Repentez-vous, car le royaume des cieux est proche." et 3:01 faisant référence a ce verset "En ce temps-là parut Jean Baptiste, prêchant dans le désert de Judée."[réf. nécessaire]
Elle[précision nécessaire] fut retirée du site une heure après avoir été dévoilée pour des raisons inconnues et après 48 heures de iTunes après une fuite de la liste initiale des titres sur iTunes UK, dévoilée par un cliché anonyme dévoilant 13 titres avec des featurings tels que Travi$ Scott, Frank Ocean, Jay Electronica, James Blake, Lonnie Chia, Chief Keef, RZA, Mase, Tyler, The Creator et John Legend. Ainsi, il[Qui ?] dévoile le 31 mai une autre pochette, conservant uniquement le sticker collé manuellement en guise de visuel, laissant entrevoir un CD vierge sans pochette. Un visuel définitif est adopté le 10 juin, toujours sans pochette ni couverture, avec un sticker ;  Kanye West est crédité du design de l'emballage. Une campagne est organisée le jour même dans les rues de New York pour que les New-Yorkais ajoutent des graffitis sur l'album. Toutes les pochettes réalisées jusqu'ici ont été effectuées par la société de design DONDA.

## Tournée
La sortie de l'album fait l'objet d'une tournée aux États-Unis, le Yeezus Tour, qui fait aussi escale en Australie. La maison de couture française Martin Margiela conçoit les costumes du spectacle dont les masques encrustés conçus par le designer Matthieu Blazy.

## Liste des titres
Les producteurs en astérisque (*) signifie qu’ils sont à la co-production
| 1.    | On Sight                   | Kanye West, Guy-Manuel de Homem-Christo, Thomas Bangalter, Malik Jones, Che Smith, Elon Rutberg, Cydel Young, Mikey Rodrigues, Mike Dean                                         | Kanye West, Daft Punk, Mike Dean*, Benji B*                                                                       | 2:36 |
| 2.    | Black Skinhead             | West, de Homem-Christo, Bangalter, Jones, Young, Rutberg, Wasalu Muhammad Jaco, Sakiya Sandifer, Dean, Derrick Watkins                                                           | Kanye West, Daft Punk, Gesaffelstein*, Brodinski*, Dean*, Lupe Fiasco*, No I.D.*, Jack Donoghue*, Noah Goldstein* | 3:08 |
| 3.    | I Am a God (featuring God) | West, de Homem-Christo, Bangalter, Ross Birchard, Justin Vernon, Jones, Smith, Rutberg, Young, Dean, Watkins, Clifton Bailey, Harvel Hart, Anand Bakshi, Rahul Burman            | Kanye West, Mike Dean, Daft Punk, Hudson Mohawke*                                                                 | 3:52 |
| 4.    | New Slaves                 | West, Christopher Breaux Young, Ben Bronfman, Jones, Smith, Rutberg, Sandifer, King L, Dean, Gabor Presser, Anna Adamis                                                          | Kanye West, Bronfman*, Mike Dean*, Travis Scott* Goldstein*, Sham Joseph*, Che Pope*                              | 4:16 |
| 5.    | Hold My Liquor             | West, Dean, Vernon, Keith Cozart, Rutberg Smith, Jones, Alejandro Ghersi Young, Watkins                                                                                          | Mike Dean, Kanye West, Arca, Goldstein                                                                            | 5:27 |
| 6.    | I'm In It                  | West, Vernon, Jeffrey Ethan Campbell, Josh Leary, Jones, Young, Sandifer, Rutberg, Dean, Andre Harris, Jill Scott, Vidal Davis, Carvin Haggins, Kenny Lattimore                  | Kanye West, Evian Christ*, Dom Solo*, Goldstein*, Arca* Dean*                                                     | 3:55 |
| 7.    | Blood On the Leaves        | West, Birchard, Rutberg, Jones, Tony Williams, Young, Dean, Lewis Allen | Kanye West, Hudson Mohawke, Lunice, Carlos Broady* 88-Keys*, Arca*, Dean*                                         | 6:00 |
| 8.    | Guilt Trip                 | West, Scott Mescudi, Young, Dean, Larry Griffin Jr., Keith Elam, Kevin Hansford, Dupre Kelly, Chris Martin, Al-Terik Wardrick, Marlon Williams, Terrence Thornton, Tyree Pittman | Kanye West, S1, Mike Dean, Travis Scott*, Ackeejuice Rockers*                                                     | 4:04 |
| 9.    | Send It Up                 | Kanye West, King L, de Homem-Christo, Bangalter, Ghersi, Mike Lévy, Sandifer, Ab-Liva, Rutberg, Dean, Moses Davis, Colin York, Lowell Dunbar                                     | West, Daft Punk, Gesaffelstein*, Brodinski*; Arca*, Dean*                                                         | 2:58 |
| 10.   | Bound 2                    | West, John Stephens, Charlie Wilson, Pope Rutberg, Young, Jones, Sandifer, Dean, Norman Whiteside, Bob Massey, Robert Dukes, Ronnie Self                                         | Kanye West, Pope, Eric Danchick*, Goldstein*, No I.D.*, Mike Dean*                                                | 3:49 |
| 40:06 |                            | | |      |

## Samples
- On Sight contient une interpolation de He'll Give Us What We Really Need, interprété par Holy Name of Mary Choral Family[32].
- I Am a God contient des samples de Forward Inna Dem Clothes, écrit par Clifton Bailey III et H. Hart, interprété par Capleton ; ainsi que des samples de Are Zindagi Hai Khel, écrit par Anand Bakshi et Rahul Burman, interprété par Burman, Manna Dey et Asha Bhosle[33].
- New Slaves contient des samples de Gyöngyhajú lány", écrit par Gábor Presser et Anna Adamis, et interprété par Omega[33].
- I'm in It contient des samples de Lately, écrit par Vidal Davis, Carvin Haggins, Andre Harris, Kenny Lattimore et Jill Scott, interprété par Lattimore[33].
- Blood on the Leaves contient des samples de Strange Fruit, écrit par Lewis Allan, interprété par Nina Simone ; ainsi que des samples de R U Ready, écrit par Ross Birchard et Lunice Pierre, interprété par TNGHT[33],[34].
- Guilt Trip contient une interpolation de Chief Rocka, écrit par Keith Elam, Kevin Hansford, Dupre Kelly, Christopher Martin, Alterick Wardrick et Marlon Williams, interprété par Lords of the Underground ; ainsi que des samples de Blocka (Remix), écrit par Terrence Thornton et Tyree Pittman, interprété par Pusha T featuring Travis Scott et Popcaan[33].
- Send It Up contient des samples de Memories, écrit par Anthony Moses Davis, Collin York et Lowell Dunbar, interprété par Beenie Man[33].
- Bound 2 contient des samples de Aeroplane, écrit par Norman Whiteside, interprété par Wee ; ainsi que des samples de Bound, écrit par Bobby Massey et B. Duke, interprété par Ponderosa Twins Plus One ; ainsi que des samples de Sweet Nothin's, interprété par Brenda Lee[35].

## Classement hebdomadaire
| Classement (2013)                   | Meilleure position |
| ----------------------------------- | ------------------ |
| Allemagne (Media Control AG)        | 15                 |
| Australie (ARIA)                    | 1                  |
| Autriche (Ö3 Austria Top 40)        | 22                 |
| Belgique (Flandre Ultratop)         | 4                  |
| Belgique (Wallonie Ultratop)        | 22                 |
| Canada (Canadian Albums)            | 1                  |
| Danemark (Tracklisten)              | 1                  |
| Écosse (OCC)                        | 4                  |
| Espagne (Promusicae)                | 78                 |
| États-Unis (Billboard 200)          | 1                  |
| États-Unis (Top R&B/Hip-Hop Albums) | 1                  |
| États-Unis (Top Rap Albums)         | 1                  |
| Finlande (Suomen virallinen lista)  | 13                 |
| France (SNEP)                       | 12                 |
| Irlande (IRMA)                      | 4                  |
| Italie (FIMI)                       | 40                 |
| Nouvelle-Zélande (RIANZ)            | 1                  |
| Norvège (VG-lista)                  | 2                  |
| Pays-Bas (Mega Album Top 100)       | 16                 |
| Tchéquie (IFPI)                     | 33                 |
| Royaume-Uni (UK Albums Chart)       | 1                  |
| Royaume-Uni (R&B Albums)            | 1                  |
| Suède (Sverigetopplistan)           | 21                 |
| Suisse (Schweizer Hitparade)        | 6                  |

## Certifications
| Pays              | Certification | Unités certifiées |
| ----------------- | ------------- | ----------------- |
| Australie (ARIA)  | Or            | 35 000            |
| Danemark (IFPI)   | Platine       | 20 000            |
| États-Unis (RIAA) | 2 × Platine   | 2 000 000         |
| Royaume-Uni (BPI) | Or            | 100 000           |

## Historique de sortie
| Région     | Date         | Format             | Label                        |
| ---------- | ------------ | ------------------ | ---------------------------- |
| Australie  | 18 juin 2013 | CD                 | Roc-A-Fella Records, Def Jam |
| États-Unis | 18 juin 2013 | CD, téléchargement | Roc-A-Fella Records, Def Jam |
| France     | 21 juin 2013 | CD                 | Roc-A-Fella Records, Def Jam |